# 新井辰夫
新井 辰夫（あらい たつお、1956年 - ）は、日本の外交官。駐ジブチ特命全権大使を経て、駐セネガル特命全権大使。

## 経歴・人物
神奈川県横浜市生まれ。1982年東京外国語大学外国語学部フランス語学科卒業、外務省入省。文化交流部人物交流課長、儀典統括官、経済産業省産業技術環境局参事官、岐阜県国際交流センター副理事長、モントリオール総領事等を経て、2015年から駐ジブチ特命全権大使を務め、2017年には2億円を供与額とする無償資金協力の書簡交換を行った。2017年外務省大臣官房付。2018年駐セネガル特命全権大使。2022年3月、退官。

## 同期
- 秋葉剛男（21年国家安全保障局長・18年外務事務次官）
- 伊藤伸彰（16年ウズベキスタン大使）
- 岡浩（21年エジプト大使・19年マレーシア大使・16-17年トルコ大使）
- 斎木尚子（17年外務省研修所長・15年国際法局長）
- 嶋崎郁（20年ヨルダン大使・17年チェコ大使）
- 能化正樹（21年駐スウェーデン大使・18年駐エジプト大使）
- 髙岡望（21年カメルーン大使）
- 髙瀨寧（21年ラトビア大使・17年メキシコ大使・14年中南米局長）
- 林肇（20年英国大使・19年内閣官房副長官補・17年ベルギー大使）
- 引原毅（19年ウィーン代表部大使・15年ラオス大使）
- 藤村和広（22年フィンランド大使・18年キューバ大使）
- 星山隆（22年ボツワナ大使）
- 柳秀直（20年ドイツ大使・17年ヨルダン大使）
- 岩藤俊幸（17年ジンバブエ大使）
- 倉光秀彰（21年モロッコ大使・18年コートジボワール大使）
- 中山泰則（20年ギリシャ大使）
- 平木塲弘人（18年外務省研修所副所長）
- 山田淳（2021年カザフスタン大使・2018年アルメニア大使）
- 山本条太（21年オマーン大使・19年関西担当大使・16年フィンランド大使）
- 松田邦紀（2021年ウクライナ大使・2018年パキスタン大使）